# Trofim Łysenko
Trofim Denisowicz Łysenko (ros. Трофим Денисович Лысенко; ukr. Трохим Денисович Лисенко, Trochym Denysowycz Łysenko; ur. 17 września?/29 września 1898 w Karliwce, zm. 20 listopada 1976 w Moskwie) – radziecki agrobiolog i agronom pochodzenia ukraińskiego, twórca pseudonaukowej teorii „łysenkizmu” i przeciwnik genetyki. Od 1935 członek Ogólnozwiązkowej Akademii Nauk Rolniczych im. W. I. Lenina i dwukrotnie jej prezes, od 1939 członek Akademii Nauk ZSRR, członek Akademii Nauk Ukrainy.
Pomimo swojej antynaukowej postawy, w czasach rządów Józefa Stalina uzyskał w ZSRR rangę najwyższego autorytetu w dziedzinie biologii i utrzymywał ją po śmierci Stalina aż do końca rządów Chruszczowa.

## Życiorys
Łysenko urodził się w ukraińskiej rodzinie chłopskiej. W październiku 1925 ukończył korespondencyjne studia w Kijowskim Instytucie Agrotechnicznym.
W latach 1925–1929 pracował w eksperymentalnej stacji agrotechnicznej w Azerbejdżanie – Centralnej Eksperymentalnej Stacji Hodowli Roślin w miejscowości Gandża. Od roku 1929 pracował we Wszechzwiązkowym Instytucie Nasiennictwa i Genetyki, którym kierował w latach 1937–1966. W latach 1940–1965 był równocześnie dyrektorem Instytutu Genetyki Akademii Nauk ZSRR.

## Pseudonaukowe teorie Łysenki
Opracował teorię stadialnego rozwoju roślin i metody zastosowania jej w praktyce rolniczej. W opublikowanym w roku 1927 artykule w Prawdzie, która obwołała go m.in. „bosym profesorem”, ogłosił rewelacyjną (według ówczesnej propagandy radzieckiej) metodę użyźniania gleby bez jakichkolwiek nawozów oraz metodę siewu grochu w zimie. Miały one zazielenić w zimie jałowe pola Azerbejdżanu i uchronić ludzi i bydło od głodu, okazały się jednak nieskuteczne.
Następnym wynalazkiem była w 1929 jarowizacja zbóż, mająca podnieść plony i zwiększyć mrozoodporność przez „przemianę odmian jarych w ozime pod wpływem warunków środowiska”. Metoda ta jednak nie była oryginalnym pomysłem Łysenki, gdyż stosowano ją na polach uprawnych w stanie Ohio już w połowie XIX wieku i opisywano wielokrotnie w literaturze naukowej. Co więcej, Łysenko zastosował ją nieprawidłowo, co miało katastrofalne skutki dla rolnictwa w ZSRR.
W latach 30. XX wieku przewodził kampanii w naukach agrotechnicznych, obecnie określanej jako „łysenkizm”, która odrzucała współczesną genetykę i przetrwała w ZSRR do połowy lat 60. Teorie genetyczne Łysenki odrzucały prawa dziedziczności, przypisując nieograniczone możliwości przekształcania organizmów metodą zmian środowiskowych. Teorie te znalazły wyznawców wśród władz politycznych i zostały narzucone nauce radzieckiej metodami przymusu administracyjnego, któremu towarzyszyła scentralizowana kampania propagandowa. Teorie Łysenki zaaprobował Stalin, zaś naukowcom reprezentującym genetykę Mendla i Morgana zabroniono dalszych prac. Większość ówczesnych specjalistów, broniących naukowego punktu widzenia, prześladowano. W 1940 aresztowano głównego oponenta Łysenki, genetyka Mikołaja Wawiłowa, który zmarł w więzieniu (oficjalnie podanym powodem śmierci było niedożywienie). W roku 1948 WKP(b) specjalnym dekretem odrzuciło zasady genetyki Mendla, uznając „łysenkizm” za oficjalną naukę państwa radzieckiego. Decyzja ta, jak i państwowo aprobowana działalność Łysenki, miała negatywny i długotrwały wpływ na rozwój biologii i rolnictwa w ZSRR, przyczyniła się do głodu milionów ludzi i do katastrofalnego stanu radzieckiej produkcji rolnej. Ocenia się, iż w 1953, w chwili gdy umarł Józef Stalin, ilość produkowanego mięsa i warzyw w całym ZSRR była niższa niż za cara Mikołaja II.
Kolejnym zamierzeniem Trofima Łysenki był zamiar obalenia teorii Darwina, począwszy od zanegowania jednej z podstawowych jej zasad, czyli twierdzenia o konkurowaniu między osobnikami tego samego gatunku o dostęp do ograniczonych zasobów. W tym celu Łysenko ogłosił, iż osobniki nie konkurują, lecz współpracują, co zyskało uznanie w radzieckiej partii komunistycznej jako zgodne z założeniami bolszewizmu. Następnie ogłosił syntezę poglądów antymendlowskich i antydarwinowskich w postaci nowej teorii powstawania gatunków. Teoria ta zakładała, iż organizmy, jako kontrolowane przez warunki środowiskowe, mogą przy odpowiednim ich oddziaływaniu i ukształtowaniu zamienić się w dowolny inny gatunek. Aby zilustrować zasady transformacji organizmów w ramach nowo opracowanych zasad powstawania gatunków, Trofim Łysenko w latach 50. stwierdził, iż „wystarczy zacząć karmić pokrzewkę ogrodową gąsienicami, a powstanie kukułka”. Hipotezy te nie były oparte na żadnych podstawach naukowych i skompromitowały naukę ZSRR na arenie międzynarodowej po odkryciu w 1953 struktury molekularnej DNA – co było ostatecznym potwierdzeniem przełomowych doświadczeń Oswalda Avery’ego z 1944, stwierdzających, iż jedynym czynnikiem dziedziczności jest DNA.
Po śmierci Trofima Łysenki w 1976, jego rodzina poprosiła władze ZSRR o pochowanie ciała na prestiżowym cmentarzu przy Klasztorze Nowodziewiczym w Moskwie. Prośbę odrzucono bez podania uzasadnienia.

## Nagrody i wyróżnienia
Bohater Pracy Socjalistycznej (10 czerwca 1945), kawaler 8 Orderów Lenina i Orderu Czerwonego Sztandaru Pracy (1931), trzykrotny laureat Nagrody Stalinowskiej (1941, 1943, 1949).

## Dzieła
- Trofim Łysenko: Agrobiologia. Państwowy Instytut Wydawnictw Rolniczych, Warszawa 1950, s. 750.